# توماس بربری
توماس بربری (به انگلیسی: Thomas Burberry) (زاده ۲۷ اوت ۱۸۳۵ - درگذشته ۴ آوریل ۱۹۲۶) کارآفرین و طراح مد بریتانیایی بود، که در سال ۱۸۵۶ شرکت کالای لوکس بربری را تأسیس نمود.